# Кадорна, Луиджи
Луи́джи Кадо́рна (итал. Luigi Cadorna; 4 сентября 1850, Палланца — 23 декабря 1928, Бордигера) — итальянский маршал (1924 год), граф. Сын Рафаэле Кадорна.

## Биография
На военную службу поступил в 1866 году.
Занимал различные командные должности, командовал полком, дивизией, корпусом. В 1914 году был назначен начальником Генштаба. После вступления Италии в Первую мировую войну — фактически главнокомандующий Королевской итальянской армией.
7 февраля 1917 года император Всероссийский Николай II наградил его орденом Святого Георгия 4-й степени.
Кадорна возглавлял итальянскую армию в наступлениях у реки Изонцо в 1915—1917 годах. После разгрома итальянских войск в битве при Капоретто в 1917 году Кадорна был снят с должности. С 7 ноября 1917 года военный представитель в Верховном военном совете.
В отставке написал несколько трудов об участии Королевства Италия в Первой мировой войне.